# Bencze Zsuzsa
Bencze Zsuzsa (Budapest, 1938. augusztus 3.) magyar színházi rendező, rendezőasszisztens.

## Pályája
1956 és 1961 között tanult a Színház- és Filmművészeti Egyetem színházrendezői szakán, Marton Endre osztályában. Tanulmányai alatt évfolyamtárásával, Lengyel Györggyel többek közt Major Tamás asszisztenseiként dolgoztak a Sok hűhó semmiért 1960-as felújításán. 1961-ben diplomázott le, a vizsgaelődása Lope de Vega A kertész kutyája című műve volt. Ugyanezen évben a Veszprémi Petőfi Színházhoz szerződött, majd 1965-től az Irodalmi Színpad, később pedig a Radnóti Miklós Színház rendezője lett. Utóbbi színháznál dolgozva nyerte el 1984-ben a Színikritikusok Díja különdíját Bálint Andrással közösen a Szép Ernő és a lányok című előadásért.
Munkái nagyobb részt pozitív fogadtatásban részesültek. Lux Alfréd a Színház folyóiratba írt egyik cikkében például a rendezőnő Majakovszkij Teli torokból című művéből készült előadását "rendezői bravúr"nak nevezte, elmondása szerint "olyan modern volt ez az előadás, mint maga Majakovszkij; lerázta a mesterségesen ráragasztott unalmat és sémákat".

## Munkásság

### Színházi munkái
Forrás:
- Benedek Katalin: Idegen utcában (Marton Endre társrendezésében) - Ódry Színpad (1960.06.10)
- Lope de Vega: A kertész kutyája - Szegedi Nemzeti Színház (1961.03.30)
- Földes Mihály: A kőszívű ember fiai - Veszprémi Petőfi Színház (1961.10.13)
- Szigligeti Ede: Liliomfi - Veszprémi Petőfi Színház (1962.01.19)
- Kálmán Imre: A montmartre-i ibolya - Veszprémi Petőfi Színház (1962.03.30)
- Dévényi Róbert: Vidékiek - Veszprémi Petőfi Színház (1962.11.09)
- Viktor Szergejevics Rozov: Felnőnek a gyerekek - Veszprémi Petőfi Színház (1963.02.09)
- Heltai Jenő: A néma levente (Lendvay Ferenc társrendezésében) - Veszprémi Petőfi Színház (1963.03.15)
- Gyárfás Miklós: Lángeszű szerelmesek - Veszprémi Petőfi Színház (1963.11.22)
- Rácz György: Ólommérgezés (Tánczos Tibor társrendezésében) - Veszprémi Művelődési Ház (1963.12.31)
- Bertolt Brecht: Koldusopera - Veszprémi Petőfi Színház (1964.11.17)
- Peter Karvaš: Diplomaták - Veszprémi Petőfi Színház (1965.04.30)
- Vlagyimir Vlagyimirovics Majakovszkij: Teli torokból - Irodalmi Színpad (1973.05.30)
- Somlyó György: Teljes ének - Fáklya Klub (1974.10.13)
- Kiss Ferenc: Arcomról minden csillagot - Fáklya Klub (1976.01.30)
- Szentpál Mónika: Krónika az magyaroknak dolgairól - Radnóti Miklós Színház (1976.11.19)
- Karinthy Frigyes: Minden másképpen van - Radnóti Miklós Színház (1976.12.31)
- Görgey Gábor: Mikszáth különös házassága - Radnóti Miklós Színház (1977.02.17)
- Kuncz Aladár: Légy már legenda - Radnóti Miklós Színház (1977.03.30)
- Gosztonyi János: Szegényemberek - Radnóti Miklós Színház (1977.11.12)
- Szophoklész: Trakhiszi nők - Radnóti Miklós Színház (1978.03.31)
- Verebes István: Üzenet - Radnóti Miklós Színház (1979.04.10)
- William Luce: Amherst szépe - Radnóti Miklós Színház (1979.12.13)
- Jancsó Adrienne: Botozgató - Radnóti Miklós Színház (1982.03.03)
- Tom Kempinski: Magányos duett - Radnóti Miklós Színház (1982.12.17)
- Miskolczi Miklós: Színlelni boldog szeretőt - Radnóti Miklós Színház (1983.04.09)
- Kaló Flórián: Négyen éjfélkor - Radnóti Miklós Színház (1984.06.18)
- Kaposy Miklós: Ami a szerepeimből kimaradt - Radnóti Miklós Színház (1984.10.05)
- Bálint András: Szép Ernő és a lányok - Radnóti Miklós Színház (1984.11.24)
- Miskolczi Miklós: Hazudni boldog hitvest - Pesti Vigadó (1986.03.01)
- Herczeg Ferenc: Kék róka - Radnóti Miklós Színház (1986.09.26)
- Bálint András: Esti kérdés - Radnóti Miklós Színház (1990.02.14)
- Bálint András: Márai naplói - Radnóti Miklós Színház (1992.04.11)
- Julian Slade: Micimackó - Szolnoki Szigligeti Színház (1999.12.18)

### Hangjátékok
Forrás:
- William Saroyan: Apa és fia (1971.11.21.)
- Csáth Géza: Mariska az anyjánál (1972.07.29.)
- Kántor Zsuzsa: Nem ház – színház (1973.04.30.)
- Alekszandr Salimov: A halhatatlanság ára (1975.12.22.)
- Örkény István: Jelenség (1978.06.18.)
- Komjáthy Jenő: Törj össze mindent (1980.01.20.)
- Nemes István: Ablakok (1984.04.08.)
- Lőrincz Miklós: A temperamentumos asszony (1996.09.22.)
- Békeffy Lajos, Görög László, Lakatos László, Lőrincz Miklós, Rubio Lajos - Jaj, a feleségem! (1999.04.11.)